# Ignaz Lachner
Ignaz Lachner (Rain am Lech, 17 september 1807 - Hannover, 25 februari 1895), was een Duits violist, organist, componist en dirigent.
Sinds 1989 is in Rain het Gebrüder-Lachner-Museum aan hem en zijn broers gewijd.

## Biografie
Lachner werd in een muzikale familie geboren. Zijn vader Anton was organist, en zijn broers Franz, Vinzenz en zijn stiefbroer Theodor waren componisten. Zijn vader leerde hem al jong de beginselen op de viool. 
Hij trad voor het eerst op toen hij zes jaar oud was en kreeg een baan in het Isartortheater in München op een leeftijd van vijftien jaar. In  1826 werd hij organist in de hervormde kerk in Wenen en vervolgens werd hij lid van het orkest in het Hofoperntheater.
Vervolgens werd hij muziekdirecteur in Stuttgart en kort erna in München. Daarna werd hij Kapellmeister, eerst in Hamburg (1853) en erna het Stadttheater in Frankfurt am Main (1861). Hier bleef hij aan tot zijn pensioen in 1875.
Daarnaast componeerde hij werk, waarvan zijn Alpenscènes het meest succesvol waren. Een voorbeeld hiervan is Das letzte Fensterln. Verder schreef hij liederen, sonates, strijkkwarteten en twee opera's.
- Bibsys: 8049246
- Biblioteca Nacional de España: XX5404020
- Bibliothèque nationale de France: cb139251210 (data)
- CiNii: DA10437242
- Gemeinsame Normdatei: 116640243
- International Standard Name Identifier: 0000 0000 8379 7342
- Library of Congress Control Number: n84042052
- Nationale Bibliotheek van Letland: 000305468
- MusicBrainz: c37c7af1-0a4f-4a42-91ab-cc332cd92367
- Nationale Bibliotheek van Tsjechië: xx0026591
- Nationale Bibliotheek van Israël: 987007284356105171
- Nationale Bibliotheek van Polen: a0000001754674
- Nationale en Universitaire bibliotheek Zagreb: 000054022
- Nederlandse Thesaurus van Auteursnamen: 073181412
- Réseau des bibliothèques de Suisse occidentale: 02-A003487706
- SNAC: w6349ffr
- Système universitaire de documentation: 251413217
- Virtual International Authority File: 46948623
- WorldCat: E39PBJpypRxKMPKVDGBybyCWjC